# Terranova da Sibari
Terranova da Sibari är en ort och kommun i provinsen Cosenza i regionen Kalabrien i Italien. Kommunen hade 4 948 invånare (2018).